# 퓰리처상 비평 부문
퓰리처상 비평 부문(Pulitzer Prize for Criticism)은 미국의 시상식인 퓰리처상의 14개의 저널리즘 분야 중 하나이다.

## 수상 내역
- 1990년 샌프란시스토 크로니클
- 1991년 LA 타임스
- 1992년 수상자 없음
- 1993년 워싱턴 포스트
- 1994년 보스턴 피닉스
- 1995년 뉴욕 타임스
- 1996년 보스턴 글로브
- 1997년 워싱턴 포스트
- 1998년 뉴욕 타임스
- 1999년 시카고트리뷴
- 2000년 워싱턴 포스트
- 2001년 보스턴 글로브
- 2002년 롱아일랜드 뉴스데이
- 2003년 워싱턴 포스트
- 2004년 LA 타임스
- 2005년 월 스트리트 저널
- 2006년 워싱턴 포스트
- 2007년 LA위클리
- 2008년 보스턴 글로브
- 2009년 뉴욕 타임스
- 2010년 워싱턴 포스트
- 2011년 보스턴 글로브
- 2012년 보스턴 글로브
- 2013년 워싱턴 포스트
- 2014년 필라델피아 인콰이어
- 2015년 LA 타임스의 맥 나마라 기자